# 毛沢東の私生活
『毛沢東の私生活』（もうたくとうのしせいかつ）は、毛沢東付きの専任医師であった李志綏が、1980年代にアメリカ移住後に書いた回想録。1994年に世界各国で同時出版された。この本については多くの議論を呼び、中国大陸本土では出版が認められていない。

## 内容
李医師はこの著作で、毛沢東の権力絶頂期から死に至るまでの二十数年に渡る私生活を日常的に目撃観察している。毛の堕落した私生活（とりわけ性生活）、文化大革命期を中心とした中国共産党内部の権力闘争、プロパガンダのすさまじい運用（大躍進政策など）、1972年のニクソン大統領の訪中前後の持病と闘いながらの毛自身の興奮などが詳細に述べられている。
他にも文化大革命が李自身の家族に及ぼした影響、医師として診た毛沢東の独特な生活態度（風呂には一切入らないなど）も具体的に述べている。ただし李自身、根拠になる証拠の日記などの物件を失くしたと述べており、あとがきには記憶を元に執筆したと記している。

## 反論
『毛沢東の私生活』出版後に、中国大陸在住で健在だった3人の「毛沢東」担当の専任職員（毛の秘書林克 と、李と共に働いていた医師の徐濤と女性看護師長の呉旭君で、この二人は夫婦）は、李の主張の誤りを証明するため中国語で反論の本を出版した（日本語版は『「毛沢東の私生活」の真相』）。 
この本によれば李は保健医師に過ぎず、毛沢東と話をする機会はほとんどなかった。李は毛沢東の前に出ると緊張して話もできなかったし、婦長に様子を聞いて済ませ、出来るだけ毛沢東に会わないようにしてきた。重要な会議には参加する資格が無かった。李は泳げず黄河を、毛沢東といっしょに泳ぐ写真は偽造であり、実際には李自身は写っていない。毛沢東の側近は毛自身からの手紙を多数持っているのに李は一つも持っていない等と指摘し批判している。

## 刊行文献
- 李志綏『毛沢東の私生活』 新庄哲夫訳、文藝春秋（上・下）、1994年11月
文春文庫（上・下）[7]、1996年12月、上巻 ISBN 416730970X、下巻 ISBN 4167309718。アンドリュー・ネイサン解題（下巻）
- 『「毛沢東の私生活」の真相　元秘書、医師、看護婦の証言』 村田忠禧訳・解説、蒼蒼社、1997年8月